# Carmen Leggio
Carmen Leggio (eigentlich: Carmelo John Leggio; * 30. September 1927 in Tarrytown, New York; † 17. April 2009 ebenda) war ein US-amerikanischer Jazzmusiker (Alt- und Tenorsaxophon).

## Leben und Wirken
Leggio begann mit elf Jahren Klarinette zu spielen; mit 14 wechselte er zum Saxophon. Zunächst spielte er in lokalen Bands u. a. mit Keter Betts und Horace Silver, bevor er 1950 nach New York City zog, wo er 1950/51 mit Terry Gibbs im New Yorker Birdland auftrat und dann als Studiomusiker arbeitete. In den folgenden Jahren spielte er auch in den Bands von Marty Napoleon, Sol Yaged (1956), Benny Goodman (1957) und als Solist bei Maynard Ferguson (1958/59, zu hören auf dessen Roulette-Alben Swingin' My Way Through College und A Message from Birdland).
Ab 1960 arbeitete er auch mit eigenen Formationen, u. a. mit Dave Frishberg.  Ab 1961 spielte er bei Mel Lewis, 1963 bei Woody Herman und  1964–66 bei Gene Krupa. 1961 entstand mit Begleitmusikern wie John Bunch und Henry Grimes sein Debütalbum The Carmen Leggio Group.
Ende der 1970er Jahre gehörte er dem Thad Jones/Mel Lewis Orchestra an und nahm mit Butch Miles (Butch's Encore, 1978), Cal Collins (Ohio Boss Guitar, 1978) und Jake Hanna (Jake Takes Manhattan) auf. Unter eigenem Namen spielte Leggio mehrere Alben für kleinere Label sowie für sein eigenes Label Leggio ein. In seinen späteren Jahren entstanden noch Aufnahmen mit Eddie Bert (The Human Factor, 1987), Donnie O’Brien und Bill Crow (From Birdland to Broadway, 2002); außerdem trat er in verschiedenen Clubs und Restaurants in Westchester County, wie dem Red Hat Bistro in Irvington auf, u. a. mit Hiroshi Yamazaki. 2006 entstand das Album Three Legends Live at The Division Street Grill mit Bucky Pizzarelli und Bill Crow.

## Diskographische Hinweise
- The Carmen Leggio Group (Jazz Unlimited, 1961)
- Tarrytown Quartet (Famous Door, 1978) mit John Bunch, Milt Hinton, Butch Miles
- Aerial View (Dreamstreet, 1978) mit Frank Gordon, Harold Danko, Ray Drummond, Mel Lewis
- Smile (Progressive, 1978) mit Derek Smith, George Duvivier, Ronnie Bedford
- Carmen Leggio Quartet featuring Joe Cohn (2006)
- A Sax For Christmas (2007, Leggio Records)
- Sax After Midnight (1996, The Good Music Record Company)

## Lexikalischer Eintrag
- Leonard Feather, Ira Gitler: The Biographical Encyclopedia of Jazz. Oxford University Press, Oxford u. a. 1999, ISBN 0-19-507418-1.